# Abaddon (postać biblijna)
Abaddon (hebr. ‏אֲבַדּוֹן – awadon‎ – niszczyciel, gr. Apollyon, łac. Exterminans) – pierwotnie inna nazwa szeolu, następnie anioł zagłady opisany w Apokalipsie św. Jana (9,11), który jako anioł przepaści wyłania się z otchłani i niesie cierpienie tym, którzy nie mają pieczęci Boga na czołach. Także anioł czeluści (otchłani) w ogóle.

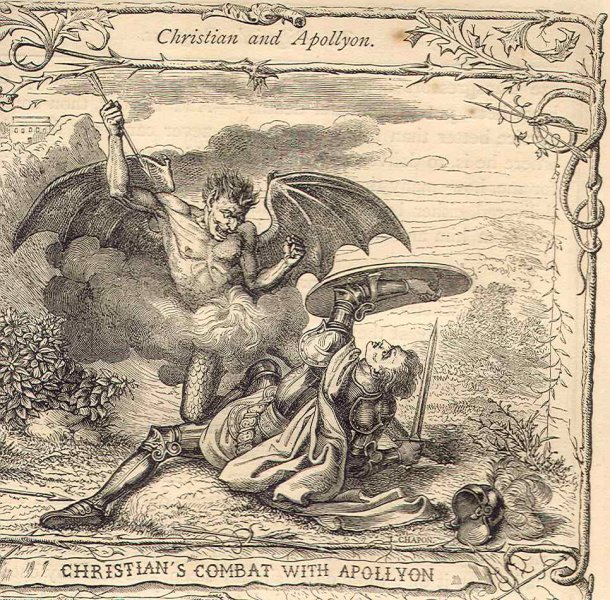
H.C. Selous & M. Paolo Priolo, Christian’s Combat With Apollyon („Walka Chrześcijanina z Apollyonem”), ilustracja z Wędrówki pielgrzyma Johna Bunyana, ok. 1850

## Abaddon w Starym Testamencie
W Starym Testamencie i innych pismach żydowskich nazwy „abaddon” używa się najczęściej na określenie świata podziemnego – otchłani piekielnej. Nazwa ta jest stosowana zamiennie do nazwy szeol, choć rzadziej (zob. Job 26:6; Prz 15:11; 28:8). Według niektórych rabinów jest to najgłębsze miejsce w piekle.
W innych kontekstach starotestamentowych nazwy „abaddon” używa się na określenie grobu (Ps 87:12), podziemia (Job 31:12), a wyjątkowo nawet jako imię personifikowanej śmierci (Job 28:22).
Według biblisty Romana Zająca w apokryficznej Księdze starożytności biblijnych Pseudo-Filona, również jest mowa o „abaddonie” jako o miejscu (szeolu, piekle), a nie o osobie – dopiero w Nowym Testamencie słowo pojawia się w charakterze imienia.

## Abaddon w Apokalipsie św. Jana
Abaddon występuje w Apokalipsie św. Jana tylko raz (Ap 9:11), w wizji piątej trąby, jako król szarańczy i władca czeluści, z dodatkiem greckiego odpowiednika Apollyon – greckiego boga zarazy i zniszczenia.
Ap 9:1-12 BP
1. Piąty anioł zatrąbił: i ujrzałem gwiazdę, która spadła z nieba na ziemię, i dano jej klucz od studni Przepaści.
2. Otworzyła studnię Przepaści, a dym się uniósł ze studni jak dym z wielkiego pieca, i od dymu studni zaćmiło się słońce i powietrze.
3. A z dymu wyszła na ziemię szarańcza, której dano moc, jaką mają ziemskie skorpiony.
4. I powiedziano jej, by nie szkodziła trawie na ziemi ani żadnej innej zieleni ani żadnemu drzewu, lecz tylko ludziom, którzy nie mają pieczęci Boga na czołach.
5. Nakazano jej też, by ich nie zabijała, ale miała przez pięć miesięcy zadawać im katusze. A katusze przez nią zadane są jak katusze zadane przez skorpiona, kiedy ukąsi człowieka.
6. W owe dni ludzie szukać będą śmierci, ale jej nie znajdą, i będą chcieli umrzeć, ale śmierć od nich ucieknie.
7. A szarańcza tak wyglądała: podobna (była) do koni w szyku bojowym, na głowach jakby wieńce podobne do złotych, oblicza ich były jakby twarze ludzkie,
8. i miały włosy jakby włosy kobiece, a zęby ich były jak zęby lwów.
9. Przody tułowi jakby pancerze żelazne, a łoskot ich skrzydeł jak łoskot wielokonnych wozów pędzących do boju.
10. I mają ogony podobne do skorpionowych oraz żądła, a swymi ogonami mogą szkodzić ludziom przez pięć miesięcy.
11. Mają nad sobą króla – anioła Przepaści. Imię jego po hebrajsku brzmi Abaddon, a w greckim języku ma imię Apollyon.
12. Minęło pierwsze 'biada', oto jeszcze dwa inne 'biada' nadchodzą potem.

## Abaddon w okultyzmie
W okultyzmie Abaddon jest aniołem zła. Jacques Collin de Plancy, autor Słownika wiedzy tajemnej, utożsamia go nawet z Samaelem.

## Abaddon w wyznaniu Świadków Jehowy
Świadkowie Jehowy uważają, że w Objawieniu 9:11 „Abaddon” to imię „anioła otchłani”. Odpowiadające mu greckie imię Apollyon znaczy „niszczyciel”. W XIX w. uznawano ten werset za proroctwo odnoszące się do określonej osoby, np. do cesarza Wespazjana, Mahometa, a nawet Napoleona, przy czym aniołowi temu na ogół przypisywano szatańskie pochodzenie. Warto jednak zauważyć, że w Objawieniu 20:1-3 anioł posiadający „klucz od otchłani” zstępuje z nieba jako przedstawiciel Boga. Nie popiera Szatana – wiąże go i wtrąca do otchłani. W komentarzu do Objawienia 9:11 The Interpreter’s Bible zaznacza: „Abaddon nie jest aniołem szatańskim, lecz Bożym, i dokonuje dzieła zagłady na polecenie Boże”. W Pismach Hebrajskich słowo ʼawaddòn jest zestawiane z Szeolem i śmiercią. W Objawieniu 1:18 Chrystus Jezus oznajmia: „Żyję na wieki wieków i mam klucze śmierci i Hadesu”. O jego władzy nad otchłanią świadczy werset z Łukasza 8:31. A w Hebrajczyków 2:14 wskazano na jego moc niszczycielską; Jezus użyje jej m.in. wobec Szatana, gdyż jak powiedziano, miał udział we krwi i ciele po to, aby „przez swą śmierć unicestwić tego, który ma środki do powodowania śmierci, to jest Diabła”. Objawienie 19:11-16 jednoznacznie przedstawia Jezusa jako Niszczyciela i Wykonawcę Wyroków działającego z upoważnienia Bożego.